# Kitesurfing
Kitesurfing (eng. kite surfing) noviji je ekstremni vodeni sport u kojem vozač (kajter) upravlja zmajem koji mu služi kao jedro kako bi uz pomoć snage vjetra surfao na dasci.
Zmaj velike površine, najčešće veličine 10 – 12 m², iako može biti manji od 5 m² i veći od 20 m², pričvršćen je za vozača preko trapeza koji se najčešće nosi oko struka i na sebi ima kuku koja se spaja s tzv. chicken loopom.
Kod vozača se nalazi kontrolna poluga (engl. bar) koja je spojena sa zmajem preko sustava konopa koji su najčešće dugački 20 – 25 m. Osim što se kontrolama zmaj može usmjeravati lijevo i desno i time regulirati smjer kretanja, većina modernih zmajeva koji se koriste u kitesurfingu ima i tzv. depower funkciju gdje vozač približavanjem i udaljavanjem kontrolne poluge od sebe utječe na nagib zmaja u odnosu na vjetar, a time i razinu vučne sile koju zmaj stvara.
Popularne su inačice kitesurfinga wakestyle, koji koristi dasku za wakeboarding i zapravo je kombinacija s tim sportom, i wakeskate koji koristi dasku za wakeskating i kombinacija je s tim sportom.

## Povijest kitesurfinga
Iako su se zmajevi koristili za vuču brodova i tereta još od 12. stoljeća, povijest kitesurfinga započela je krajem 20. stoljeća. Izum danas najčešće korištenog tipa zmaja za kitesurfing (tzv. „tuba”) pripisuje se dvojici Francuza, braći Legaignoux iz Francuske.
Zmajevi koje su razvili Bruno i Dominique Legaignoux prvi su imali mogućnost ponovnog lansiranja s vodene površine u slučaju pada. Naime, njihov zmaj imao je i unutarnji mjehur na napuhavanje koji omogućava zmaju da pluta na vodenoj površini. Prvi prototip razvili su sredinom 1980-ih godina, a 1997., nakon raznih usavršavanja, izbacuju svoj proizvod na tržište pod markom Wipika, to se smatra početkom komercijalnog kitesurfinga.
Većina proizvođača preuzela je njihov dizajn pa je tuba postala standard na tržištu, iako su od tada razvijene i druge tehnologije koje omogućuju zmajevima plutanje na vodenoj površini.
Prvi depower sustavi pojavili su se 2001. godine, a dovedeni su na današnju razinu sigurnosti 2006. razvojem prvih tzv. bow kiteova koji imaju mogućnost potpunog depowera čime kitesurfing postaje sigurniji sport.
Daske koje su se koristile u ranim fazama razvoja sporta bile su asimetrične i razvijene su iz tadašnjih dasaka za surfanje i jedrenje na dasci, oko 2001. počinju preuzimati simetrične twin-tip daske koje su danas najpopularnije. Asimetričnim daskama i dalje se koriste, ali prvenstveno za posebne uvjete kitesurfinga na valovima.

## Oprema za kitesurfing
- kaciga
- remen
- naočale
- rukavice
- trapez
- kitesurfing daska (kiteboard)
- zmaj (kite)

Kitesurfer stoji na kiteboardu s nogama u fusevima (vezovi) i koristi snagu velikog zmaja visoko u zraku koji ga vuče po površini vode. Osim vožnje, kitesurfing omogućava izvođenje različitih akrobacija. Nakon što se vine u zrak, kitesurferu slijedi dugotrajan boravak u zraku (hang time), a potom spuštanje uz akrobatske skokove.

## Natjecanja
Natjecanja u kitesurfingu održavaju se u dvije discipline:
- freestyle – ocjenjivanje trikova (visina, kompliciranost, dojam, doskok)
- hang time – suci mjere vrijeme otkad natjecatelj skoči do trenutka kada ponovno dotakne površinu vode

## U Hrvatskoj

### Lokacije zakitesurfing
U Hrvatskoj se izdvajaju tri lokacije koje nude iste uvjete kao i najbolje svjetske lokacije za kitesurfing:
- plaža Ždrijac, Nin
- ušće rijeke Neretve
- Viganj

Ostale
- Blidinje jezero „u zimskim mjesecima, kada je zaleđeno, idealno je za snowkiting”[2]
- Bol, otok Brač „idealna je lokacija za kitesurfing zbog konstantnog termičkog vjetra maestrala koji puše brzinom od 15 do 25 čvorova u smjeru obale”[3][4]
- Šimuni, otok Pag
- Ližanj, uvala Kuje, Marlera – puše jaka bura[5]

## Vanjske poveznice
- Windguru, specijalna prognoza vjetra i vremena za sportove surfanja